# Kvašov
Kvašov je obec na Slovensku, v okrese Púchov v Trenčínském kraji. Žije zde 653 obyvatel. První písemná zmínka je z roku 1471.

## Poloha
Obec Kvašov leží v severní části Bílých Karpat. V dolní části obce je kopec Ostrá Hora vysoký 492 m n. m. Nejnižší bod území je 290 m n. m., nejvyšší bod je 635 m n. m., jsou to svahy vrchu Závlačná v severozápadním výběžku území. Na západ od obce se nacházejí sousední obce Mikušovce, Červený Kameň a Tuchyňa, které patří do okresu Ilava. Na jihu se nachází obec Horovce, na východě obec Dolná Breznica a na severu Lednica, kde se nachází zřícenina hradu. Obcí protéká potok Suchlica.